# Thierry Perrier
Thierry Perrier, né le 16 avril 1950 à Boulogne-Billancourt en France, est un pilote de course automobile français ayant participé aux 24 Heures du Mans en 12 occasions,. Il a également dirigé durant de nombreuses années l'écurie Perspective Racing qu’il a emmené en FIA GT, en Grand-Am, en ELMS et aux 24 Heures du Mans. Il est actuellement Président de l’ASA ACO Paris et le Vice-Président du Club des Pilotes des 24 Heures du Mans.

## Carrière
Thierry Perrier a commencé sa carrière sportive en 1970, à ses 20 ans, lors d'une course de côte avec une Fiat 595. En parallèle, il a fait l’école de pilotage de l’AGACI à Montlhéry et a gagné un volant pour faire le Grand National Tour Auto, volant qui était offert par Opel, Esso et l’AGACI. Il dut ensuite mettre sa carrière en suspens en 1973 et 1974 pour cause de service militaire qu'il a effectué dans la marine. A son retour à la vie civile, il retourna à sa passion en participant à plusieurs rallyes et du circuit.
En 1960, Thierry Perrier s’était rendu avec son père aux 24 Heures du Mans. À la suite de cela, il a comme ambition de participer à cette course. C'est ainsi qu'il s'engagea à l'édition de 1975 avec une Porsche 911 S en compagnie de Jean Belliard comme copilote. En raison de leur manque de connaissance du milieu des sports mécaniques et du manque de préparation de la voiture, il ne s’est pas qualifié. À la suite de ce premier échec, le moteur de la voiture évolua pour passer de 2,4 l à 3,0 l et c'est dans cette spécification que cette voiture l'accompagna ensuite pour quelques années.
En 1976, c'est avec comme co-équipers Martine Rénier et Guillaume de Saint-Pierre, qu'il participa à la classique mancelle. Ce fût une belle course même si celle-ci fût émaillée d'incidents tels que les remplacements de conduits d’injection qui cassaient les uns après les autres dû au fait que les pièces d'origine avaient été conservées ou le changement des disques de freins, eux aussi d’origine.
En 1977, il s'engage en Groupe 5 avec Jean Belliard comme copilote. Malheureusement, il dut abandonner à la suite d'un autobloquant cassé. Pour l'anecdote, l’un des sponsors de la voiture était Daum, société spécialisé dans le cristal.
En 1978, Thierry Perrier ne s’est pas qualifié car les voitures de la même catégorie avaient monté des moteurs de qualification et il n'a pu rivaliser.
Il fera l'impasse en 1979, pour déposer un dossier d'engagement pour l'édition de 1980 avec Roger Carmillet (pl) comme copilote. Comme la Porsche datait de 1977 et qu'il pensait que sa candidature ne serait pas retenue par l’ACO, il avait étudié la réglementation des 24 Heures du Mans et avait constaté un paragraphe où l’ACO faisait le vœu de voir figurer sur la grille de départ des autos fonctionnant avec des énergies nouvelles. Thierry Perrier ayant lu une étude rédigée par deux ingénieurs, Georges Agache et Roger Oswald, et à la suite d'une rencontre avec ceux-ci, il décida d’opter pour un mélange 48 % éthanol / 52 % essence. L’ACO a été intéressée par cette innovation et valida la candidature de Thierry Perrier pour cette édition des 24 Heures. Les sociétés Kléber, Yacco et Rubson ont ensuite rejoint l'aventure. Le début de course fut pénible en raison du grand froid incompatible avec le carburant sélectionné. À deux heures de l’arrivée, la voiture était 17e au général et 2e de la catégorie Groupe 4 derrière la Porsche 934 des Frères Almeras et, à ce moment-là, un orage violent a éclaté entre l’entrée du virage Ford et le Tertre Rouge, avec de nombreuses figures dans la Courbe Dunlop dont La Porsche 934 des Frères Almeras qui tape le rail. C'est ainsi qu'il remporta sa 1re victoire de catégorie.
En 1981, la Porsche 911 SC devenant trop vieille, c'est avec une Porsche 934 et Valentin Bertapelle (pl) ainsi que Bernard Salam (de) comme copilote qu'il se lance dans la course, toujours avec un mélange éthanol / essence. Il remporta de nouveau la catégorie cette année-là. Ce sera la dernière année des carburants  éthanol / essence car Thierry Perrier a reçu en juillet une lettre de la Fédération lui demandant d’arrêter ses essais de carburant de substitution.
En 1982, Thierry Perrier avait trouvé un sponsor et devait courir avec une Ferrari BB512LM. Malheureusement, la situation économique française faisait qu'il y avait y avait un contrôle strict des échanges d'argent entre les frontières. Le vendeur ne voulait pas livrer la voiture avant d'être payé et le sponsor ne voulait pas payer tant que la voiture n'était pas livrée. Devant cette situation ubuesque, Thierry Perrier reçu un appel téléphonique de la part de Lancia lui proposant une voiture car Lancia ne disposait d'engagement pour la course. C'est ainsi qu'il participa à la course avec une Lancia Beta Montecarlo avec Gianni Giudici et Bernard Salam (de) comme copilote. À la suite d'un changement de boîte de vitesse lors de l'épreuve, la voiture fût disqualifiée.

## Palmarès

### Résultats aux24 Heures du Mans
| Année | Écurie                            | Copilotes                                   | Voiture                 | Classe | Tours | Pos. | Class Pos. |
| ----- | --------------------------------- | ------------------------------------------- | ----------------------- | ------ | ----- | ---- | ---------- |
| 1976  | Thierry Perrier                   | Guy de Saint-Pierre Martine Rénier          | Porsche 911 Carrera RSR | Gr.5   | 273   | 18e  | 7e         |
| 1977  | Thierry Perrier                   | Jean Belliard                               | Porsche 911 Carrera RSR | Gr.5   | 90    | Abd. | Abd.       |
| 1980  | Thierry Perrier                   | Roger Carmillet (pl)                        | Porsche 911 SC          | Gr.4   | 280   | 16e  | 1re        |
| 1981  | Thierry Perrier                   | Valentin Bertapelle (pl) Bernard Salam (de) | Porsche 934             | GT     | 274   | 17e  | 1re        |
| 1982  | Thierry Perrier Sivama Motor      | Bernard Salam (de) Gianni Giudici           | Lancia Beta Montecarlo  | Gr.5   | 219   | Abd. | Abd.       |
| 1983  | A.S. École Supérieure de Tourisme | François Hesnault Bernard Salam (de)        | Lancia LC1              | C      | 232   | Nc   | Nc         |
| 1984  | Raymond Touroul                   | Raymond Touroul Valentin Bertapelle (pl)    | Porsche 911 SC          | GTO    | 282   | 17e  | 1re        |
| 1985  | Raymond Touroul                   | Raymond Touroul Philippe Dermagne           | Porsche 911 SC          | B      | 107   | Abd. | Abd.       |
| 1998  | Michel Nourry                     | Michel Nourry Jean-Louis Ricci              | Porsche 911 GT2         | GT2    | 276   | 18e  | 4e         |
| 1999  | Perspective Racing                | Michel Nourry Jean-Louis Ricci              | Porsche 911 RSR         | GT     | 288   | 21e  | 3e         |
| 2000  | Perspective Racing                | Jean-Louis Ricci Romano Ricci               | Porsche 911 GT3-R       | GT     | 286   | 23e  | 4e         |
| 2001  | Perspective Racing                | Michel Neugarten Nigel Smith (en)           | Porsche 911 GT3 RS      | GT     | 275   | 9e   | 3e         |